# Гетерія
Гетерія (грец. Ἑταιριαι — об'єднання, союз) — союзи аристократії в давньогрецьких демократіях для відгородження себе від домагань народу.
Згідно викладу Фукідіда:

| «Політичні зв'язки у них сильніші за кровні. Адже подібні організації зовсім не були направлені на благо суспільства в межах законів, а протизаконно розповсюджували власний вплив задля особистокористних цілей.»[1] |